# Almenboligloven
I Danmark er Almenboligloven en lovgivning, der regulerer almene boliger og boligforeninger. Formålet med loven er at sikre rimelige boligforhold og adgang til rimelige boligpriser for alle samfundslag. Her er nogle af de vigtigste punkter i Almenboligloven:
1. Almene boliger: Loven omfatter boliger, der ejes og administreres af almene boligforeninger. Disse boliger er typisk opført med støtte fra det offentlige og skal overholde bestemmelserne i loven, herunder vedrørende lejepriser og beboers rettigheder.
2. Lejebegrænsninger: Almenboligloven fastlægger bestemmelser for maksimale lejepriser og lejeregulering for de almene boliger. Dette skal sikre, at lejerne ikke udsættes for urimelige huslejestigninger.
3. Beboerdemokrati: Loven giver beboerne i almene boligforeninger ret til at deltage i beslutningsprocessen og have indflydelse på driften og udviklingen af boligforeningen. Dette skaber en form for medbestemmelse, hvor beboerne vælger repræsentanter til bestyrelsen og deltager i beslutninger omkring renovering, vedligeholdelse og andre vigtige anliggender.
4. Sociale klausuler: Almenboligloven kan også indeholde sociale klausuler, der kræver, at en vis procentdel af boligerne i en almen boligforening skal reserveres til specifikke formål, f.eks. for at sikre boliger til udsatte grupper eller personer med særlige behov.
5. Økonomiske incitamenter: Loven giver også incitamenter til bygherrer og boligforeninger for at opføre og vedligeholde almene boliger. Dette kan omfatte offentlig støtte og skattemæssige fordele.

Almenboligloven har til formål at fremme social og økonomisk lighed ved at sikre, at alle har adgang til rimelige og egnede boliger. Loven regulerer og fremmer almene boliger som en vigtig del af boligmarkedet i Danmark. Det er vigtigt at bemærke, at loven kan ændres over tid som følge af ændringer i politiske prioriteringer og samfundsmæssige behov.